# U Srubu

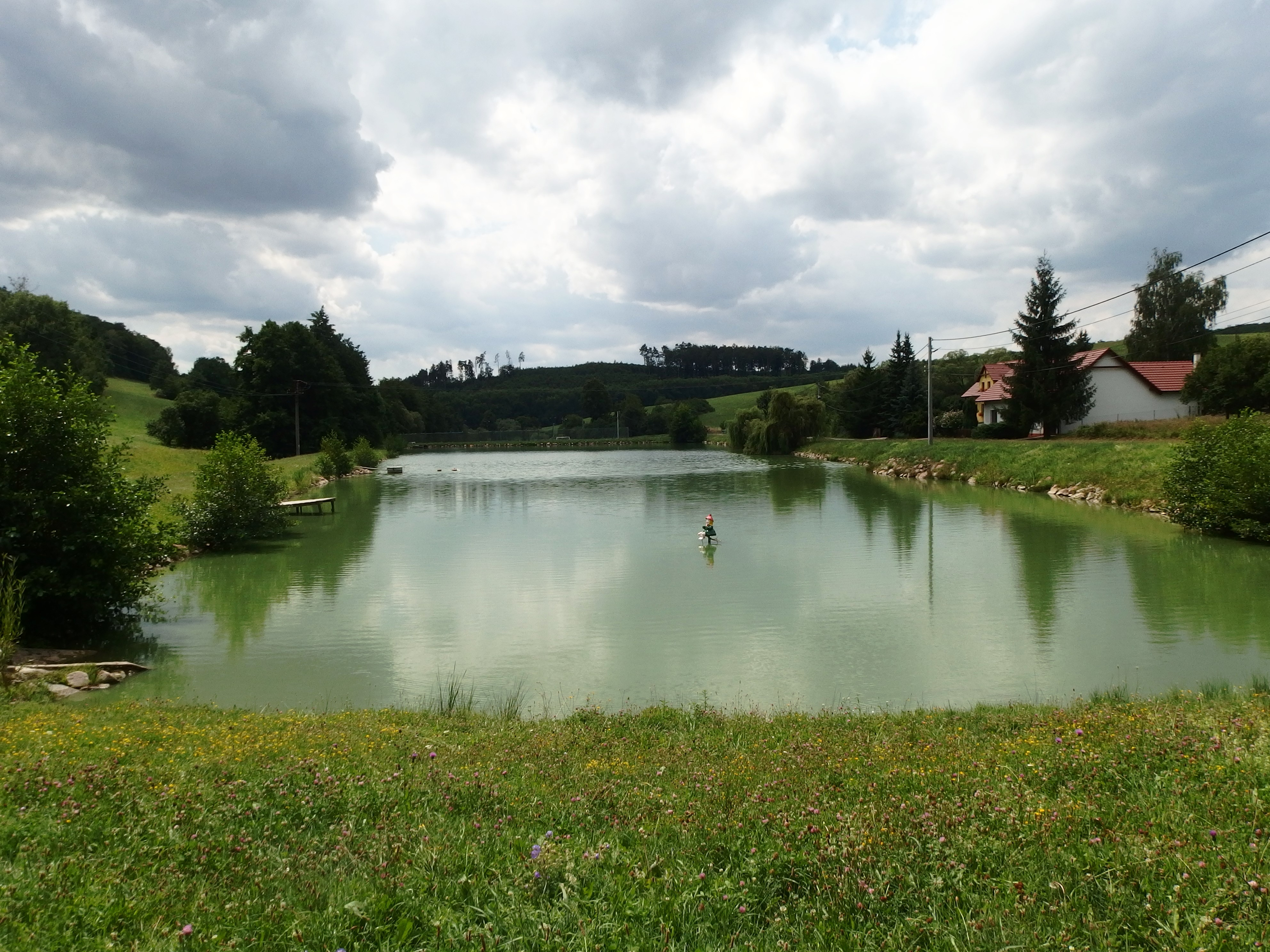
Pohled na rybník v srpnu 2019

U Srubu, známý též jako Mynářův rybník, je boční rybník o rozloze necelého hektaru na potoku Hruškovice u ski parku v Osvětimanech v okrese Uherské Hradiště. Známým se stal zejména proto, že jej v roce 2006 bez stavebního povolení vybudovala společnost ovládaná místním zastupitelem Vratislavem Mynářem, který se později stal vedoucím kanceláře prezidenta republiky Miloše Zemana. 
Rybník byl zčásti vybudován na pozemcích, které stavebníkovi nepatřily a ke kterým nemohl získat souhlas majitelů, protože nebylo dokončeno dědické řízení. Podle mluvčího vodoprávního úřadu, jímž je městský úřad v Uherském Hradišti, je vodní nádrž z pohledu stavebního zákona černá stavba, protože si stavebník řádně nepožádal o stavební povolení. Vodoprávní úřad začal věc řešit „okamžitě po zjištění nezákonného provedení tohoto vodního díla, tedy v roce 2015“, tedy s devítiletým zpožděním. Úřad zahájil řízení o odstranění stavby, které bylo přerušeno v souvislosti s podáním žádosti o dodatečné povolení stavby, její vyřizování v únoru 2019 stále probíhalo. Na to, že rybník byl postaven bez povolení, upozornila v únoru 2019 Česká televize v pořadu Reportéři ČT. Až do února 2019 podle zjištění Práva neudělil úřad obce s rozšířenou působností v Uherském Hradišti za nepovolenou stavbu a neoprávněný odběr vody žádnou pokutu, ačkoliv nezákonnou stavbu šetřil již od konce roku 2015. Ačkoliv horní hranice sankce byla 1 milion Kč, vodoprávní úřad udělil pokutu pouze ve výši 50 tisíc Kč, přičemž podle mluvčího městského úřadu v Uherském Hradišti Jana Pášmy byla udělena pokuta „při spodní hranici maximální zákonné sazby“, což vodoprávní úřad zdůvodnil zejména pozitivním vlivem vodní nádrže spočívajícím v zadržení vody v krajině a ve zlepšení biodiverzity v dané lokalitě a tím, že Mynář byl nápomocný při objasňování přestupku. O dodatečném povolení nádrže podle informace z července 2019 již více než rok probíhalo řízení.
Jedno z řízení iniciovala rodina, která si stěžuje, že jí rybník vážně ničí její rodinnou chatu, která se ocitla na hrázi rybníka.
Nádrž využívá Vratislav Mynář také jako zdroj vody pro zasněžování vlastní sjezdovky v přilehlém ski parku. Mynář uvedl, že má souhlas k čerpání od správce toku, podle České televize však k tomu neměl povolení od vodoprávního úřadu a hrozí mu za to pokuta od České inspekce životního prostředí Na začátku září 2020 pak společnost O.L.G.A., ve které je Vratislav Mynář společníkem, skutečně dostala od ČIŽP pravomocně pokutu 300 tisíc Kč, z toho 100 tisíc Kč za akumulaci povrchové vody a 200 tisíc Kč za odběr povrchové vody pro zasněžování Ski areálu Osvětimany, přičemž množství neoprávněně odebrané vody (za poslední tři roky) bylo vyčísleno na 5000 metrů krychlových. Společnost měla pouze souhlasné stanovisko správce vodního toku, nikoliv povolení od vodoprávního úřadu.
Vratislav Mynář na otázky reportérů odpověděl podle webu Aktualne.cz nestandardně prostřednictvím videa, které zveřejnil na oficiálních stránkách Pražského hradu. Přiznal absenci povolení a vysvětlil, že „všichni znají, jakým způsobem probíhají stavební řízení a jak dlouhodobá záležitost to je“ a že byť poněkolikáté požádali o dodatečné stavební povolení, dosud se z důvodu úmrtí několika majitelů pozemků nepodařilo dotáhnout veškerá dědická řízení. Nevysvětlil ale, proč i bez povolení zahájil stavbu. V roce 2019 Mynář tvrdil: „Správní řízení je neveřejné, tedy z podstaty věci nemohu jakákoli rozhodnutí komentovat.“
Starosta Osvětiman Aleš Pfeffer (Strana práv občanů a Zemanovci) uvedl, že rybník je z hlediska obce vybudovaný v daném místě v souladu s územním plánem, je to rezervoár vody v krajině a do budoucna „bychom chtěli“ vybudovat v katastru víc podobných.